# Itaberaí (kommun)
Itaberaí är en kommun i Brasilien.   Den ligger i delstaten Goiás, i den centrala delen av landet, 210 km väster om huvudstaden Brasília. Antalet invånare är 35 412.
Följande samhällen finns i Itaberaí:
- Itaberaí

Omgivningarna runt Itaberaí är huvudsakligen savann. Runt Itaberaí är det glesbefolkat, med 19 invånare per kvadratkilometer.